# Daniel Halévy
Pour les articles homonymes, voir Halévy.
Pour les autres membres de la famille, voir Famille Halévy.
Daniel Halévy, né le 12 décembre 1872 à Paris 9e et mort le 4 février 1962 à Paris 1er, est un historien et essayiste français.

## Biographie
Fils de l'académicien français Ludovic Halévy, appartenant à une lignée d'hommes de lettres d'origine juive allemande, et de Louise Breguet, issue d'une dynastie d'horlogers protestants, Pol Daniel  Halévy est baptisé et élevé dans la religion protestante. Il étudie au lycée Condorcet, comme son frère aîné Élie Halévy et il se lie d'amitié avec Marcel Proust, son condisciple ; puis il suit les cours de l'École des langues orientales. Il collabore aux Cahiers de la Quinzaine de Charles Péguy entre 1903 et 1910, dans lesquels il publie Apologie pour notre passé, et à la revue Pages libres de 1901 à 1909 au côté de Charles Guieysse. Il est directeur de la collection des Cahiers verts aux Éditions Grasset de 1921 à 1937. Il est élu membre de l'Académie des sciences morales et politiques en 1949.
Daniel Halévy est le beau-père et le grand-père des hommes politiques Louis Joxe et Pierre Joxe et l'oncle du marxiste libertaire et militant bisexuel Daniel Guérin. Il est membre de l'Association pour défendre la mémoire du maréchal Pétain, et du comité de direction de l'Association du foyer de l’abbaye de Royaumont.
Il est l'auteur entre autres de La Fin des notables (1930), de Décadence de la liberté (1931), de La République des ducs (1937), d'un Essai sur l'accélération de l'histoire (1948) et d'études sur Nietzsche, Péguy, Michelet, Proudhon, Vauban. Il a été proche de Georges Sorel et c'est grâce à son insistance que ce dernier se décida à éditer sous forme de livre ses célèbres Réflexions sur la violence (1908).
Il collabore occasionnellement au Courrier français (1948-1950) et collabore avec La Nation française, revue fondée par Pierre Boutang.

## Conceptions politiques
Dans son essai, Pour l'étude de la Troisième République, Daniel Halévy s'interrogea sur les accointances maçonniques du régime républicain, affirmant que les agissements occultes, par définition non documentés, passaient outre l'analyse de l'historien.
Dans son Apologie pour notre passé, il propose une analyse nouvelle du siècle écoulé entre 1789 et 1881, qui ne se réduit pas simplement à une lutte entre l'ancien régime et la révolution. Il montre que la Révolution française fonda une tradition républicaine et un ordre nouveau qui dégénéra en désordres sous le Directoire ; le 18 Brumaire fut une restauration inséparablement monarchiste et républicaine ; la révolution de Juillet, en 1830, et la révolution française de 1848 furent des restaurations républicaines. 
Daniel Halévy regrette également qu’en 1898, les droites aient trahi le gouvernement Jules Méline, perdant ainsi « une occasion d’ordre » : « Les droites, en 1898, allèrent délibérément à la défaite ignoble. Ô les guerriers ! ils partent, cimiers au vent, et se font ramasser en campagne, avec tous leurs drapeaux, par cinquante ouvriers, dix pasteurs, trente agrégés de grammaire ou de philosophie, et les Juifs. L’instinct conservateur a été faible. C’est à vous que cette tradition était commise, hommes de la droite ; vous deviez la défendre par vos actes, l’honorer par vos vies. Vous vous êtes déshonorés, vous l’avez déshonorée. C’est un malheur pour le pays. »
Durant l’entre deux guerres, déçu par les libéraux et inquiet de l'avenir de la civilisation européenne, il se rapproche nettement de la droite maurassienne puis avec son essai, Trois épreuves : 1814, 1871, 1940 (Paris, Plon, 1941) il tend à soutenir les premières réformes du gouvernement de Vichy. Son évolution personnelle est qualifiée de « réactionnaire » dans l'entre-deux-guerres. Il écrit des articles dans la presse maurassienne durant l’Occupation.
Cela lui vaudra une disgrâce dans l'après-guerre.

## Publications
- La Fin des notables, Hachette, coll. « Pluriel », 1995 (1re éd. 1930).
- Décadence de la liberté, 1931.
- La République des Comités : essai d'Histoire contemporaine (1895-1934), Grasset, coll. « La Cité française », 1934.
- Visites aux paysans du Centre  (préf. Pierre Joxe, postface François Colcombet), Saint-Pourçain-sur-Sioule, Grasset, coll. « D'un regard l'autre, Bleu autour », 2012 (1re éd. 1935), 416 p. (ISBN 9782358480437).
- La République des Ducs, Hachette, coll. « Pluriel », 1995 (1re éd. 1937).
- Pour l'étude de la Troisième République, Grasset, 1937.
- Trois épreuves : 1814 - 1871 - 1940, Plon, 1941.
- Essai sur l'accélération de l'histoire, Paris, Éditions Self, 1948.
- Vauban, Grasset, 1923, prix Thérouanne de l'Académie française en 1924.
- Jules Michelet, Hachette, 1928.
- Pays parisiens.
- Péguy.
- Charles Péguy et les Cahiers de la Quinzaine, Paris, Grasset, 1941 (édition augmentée) (1re éd. 1918, Payot & Cie).
- Essai sur le mouvement ouvrier en France, Paris, Société nouvelle de Librairie et d'Édition, 1901.
- Histoire de quatre ans, 1997-2001 (roman d'anticipation)  (préf. Frédéric Rouvillois), éditions Kimé, 1997 (1re éd. Cahiers de la Quinzaine, 1903).
- La Vie de Friedrich Nietzsche  (préf. Georges-Arthur Goldschmidt), Paris, Calmann-Lévy, 1944 (1re éd. 1909).
- Luttes et problèmes - (Apologie pour notre passé - Un épisode - Histoire de quatre ans), Paris, Rivière, 1912.
- La Jeunesse de Proudhon, Moulins, Cahiers du Centre, 1912.
- Quelques nouveaux Maîtres, Moulins, Cahiers du Centre, 1914.
- Le Président Wilson. Étude sur la démocratie américaine, Paris, Payot, 1918.
- Histoire d'une histoire esquissée pour le troisième Cinquantenaire de la Révolution française, Grasset, 1939.
- Nouveau discours sur l'histoire universelle, La Table Ronde, 1945 Quatrième cahier.

## Distinctions
- Chevalier de la Légion d'honneur (1922)